# Joseph (nouvelle)
Pour les articles homonymes, voir Joseph.
Joseph est une nouvelle de Guy de Maupassant, parue en 1885.

## Historique
Joseph est initialement publiée dans la revue Gil Blas du 21 juillet 1885, puis dans le recueil Le Horla en 1887.

## Résumé
Pour éviter les rôdeurs galants des villes d'eaux, les maris de la petite baronne Andrée de Fraisières et de la petite comtesse Noëmi de Gardens les ont « enterrées » pour tout l'été dans une maison perdue près de Fécamp. Ne sachant qu'inventer pour se distraire, elles s'organisent un dîner fin, au champagne, et maintenant, un peu grises, elles échangent des confidences sur la manière de conquérir les hommes, dont le valet Joseph.

## Éditions
- 1885 - Joseph, dans Gil Blas
- 1887 - Joseph, dans Le Horla recueil paru chez l'éditeur Paul Ollendorff.
- 1979 - Joseph, dans Maupassant, Contes et Nouvelles, tome II, texte établi et annoté par Louis Forestier, éditions Gallimard, Bibliothèque de la Pléiade.